# Neb
Neb ( Manx: Awin Neb) är en av Isle of Mans viktigaste floder. Den börjar i öns centrala delar och rinner ut i Irländska sjön vid staden Peel på västkusten. För 9000 år sedan var stränderna till floden Ned en av människornas första bosättningar på ön. Floden börjar i Glen Helen där källflödena Rhenass och Blaber flyter samman.

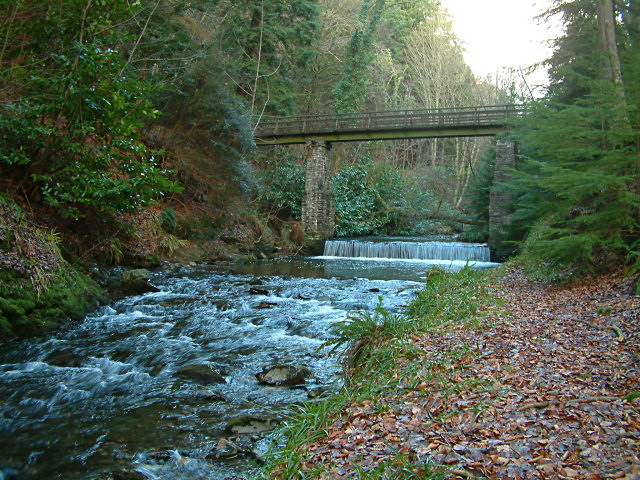
Neb, Glen Helen